# 周仁
參數所指定的目標頁面不存在，建議更正成存在頁面或直接建立下列一個頁面（建立前請先搜尋是否有合適的存在頁面可以取代）：
- 周怀民

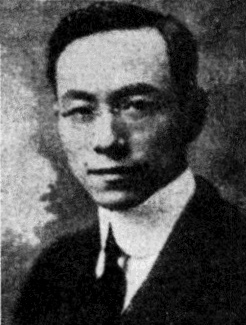
周仁院士像

周仁（1892年8月5日—1973年12月3日），字子竞，男，江苏江宁人，中国冶金学家和陶瓷学家。中国第一个民间科学团体中国科学社的创始人之一，曾参与中央研究院、中国科学院的筹建。中央研究院第一屆（數理科學組）院士，中国科学院学部委员。

## 生平

### 留學經歷
1910年毕业于江南高等学堂，考取清华留美公费生，入康乃尔大学机械系。1914年获学士学位并攻读冶金专业研究生，1915年获硕士学位，8月回国。回国後想去汉冶萍公司工作，接洽无果。1916年3月，由《申報》主编史量才推荐，任建築新舘、安装機器的工程师。1917年2月回南京高等师范学校任教，其間任江西九江电燈公司工程顾問。1919年8月，受康乃尔大學同學任鸿隽之邀任四川煉鋼厰總工程師。與任鸿隽去美國摩爾电爐公司采購設备，1921年底回國，經上海時四川政局生變，所購設备在重慶擱淺。與王季同籌資在上海天通庵創辦大效機械厰。後來在中央硏究院設計出當時全國最好的棉紡織機器。 

### 歸國效力
1922年任交通大学机械系教授，1924年任教务长。1927年任国立中央大学工学院首任院长。参与中央研究院的筹组，后任中央研究院工程研究所所长，在上海设钢铁试验工场，并决定工程研究所和中大工学院合建陶瓷试验工场。1948年，当选为中央研究院第一屆院士。中华人民共和国成立前夕，曾参与筹建中国科学院，后任中国科学院冶金陶瓷研究所、上海冶金研究所、上海硅酸盐化学所所长等职，对中国冶金、陶瓷领域的工程研究以及钢铁工业的技术发展做出了开创性的贡献，培养了大批科技人才。

### 文革期間死亡
周仁與聶其壁結婚時宋美齡是聶其壁的儐相，這樣的家庭在平時是受人尊敬和羨慕的，但在文革，這樣的家庭卻是首當其衝被衝擊的對象，文革中，周仁的厄運降臨，光是抄家便抄了整整一星期，運走了幾大卡車。周仁被反覆批鬥折辱，造成一眼瞎一腿瘸，臥床奄奄待斃，仍遭隔離審查，關進四壁無窗的房間。1973年12月3日，周仁慘死，82歲。

## 家庭
四歲喪父。其外舅公(外婆的哥哥)爲盛宣懷，表舅盛恩頤。其夫人聶其璧（1901年-1990年）爲聶緝槼的小女兒。其姐周峻（养浩）为蔡元培第三任夫人。

## 延伸阅读
[在维基数据编辑]
 《游美同學錄·周仁》，出自《游美同學錄》
 在维基共享资源阅览影像
| 中國科學社创办人（1915年）                                                         |
| ---------------------------------------------------------------------------------- |
| 任鸿隽 \| 秉志 \| 周仁 \| 胡明复 \| 赵元任 \| 杨杏佛 \| 过探先 \| 章元善 \| 金邦正 |